# Celine
Селин (фр. Celine) је француски бренд конфекције и луксузне кожне робе који је у власништву ЛВМХ групе од 1996. године. Основала га је 1945. године Селин Випијана. Од новембра 2015. седиште се налази у улици Вивијен 16 у 2. арондисману Париза у хотелу Колберт де Торси, који има француску класификацију историјских споменика. Северин Мерле је главни извршни директор од априла 2017.
21. јануара 2018. ЛВМХ је најавио да ће Хеди Слиман преузети у Селин као њен уметнички, креативни и имиџ директор.

## Креирање бренда
Године 1945., Селин Випијана (1915–1997)  и њен супруг Ричард, створили су један од првих луксузних брендова у индустрији, Селин, посао за производњу дечије обуће по мери, и отворили први бутик у улици Малте 52 у Паризу. Бренд је препознат по свом логотипу, црвеном слону који је креирао Рејмонт Пејнет.

## Ново позиционирање
Године 1960. бренд је одлучио да промени своје позиционирање фокусирајући своје пословање на конфекцијски модни бренд за жене са приступом спортској одећи . Од сада, бренд је нудио низ кожних производа као што су торбе, мокасине, рукавице и одећа. Селин Випијана је остала дизајнер од 1945-1997.
1964. лансирање новог парфема „Вент фоу“  и нове колекције додатака „Американ Сулки“ постигло је успех. Ров је постао главни производ куће. Подстакнута популарношћу коже, Селин је отворила фабрику кожне галантерије у Фиренци .
Године 1973, Селин је редизајнирао свој лого са испреплетаним платном "Ц" Сулки, повезаним са Славолуком Тријумфа, који се појавио као симбол за Парижане. У то време, Селин је започео своју експанзију у свету отварањем разних бутика у Монте Карлу, Женеви, Хонг Конгу, Лозани, Торонту и Беверли Хилсу.
Оснивачи бренда су желели да буду део добротворног удружења, па је Ричард Випијана основао награду Селин-Пастер, спонзор за Америчку болницу у Паризу 1973.

## Куповина од стране ЛВМХ
Године 1987, Бернар Арно је одлучио да купи Селин капитал. Међутим, тек 1996. бренд је интегрисан у ЛВМХ групу за 2,7 милијарди француских франака (540 долара милиона). ЛВМХ је довео бренд до славе отварањем бутика на 36 авенији Монтаиг у Паризу.

## Селин дизајнери
Након Селин Випијане, Пеги Хуин Кин, коју је именовао Бернар Арно, 1988. године преузела је уметничко управљање кућом  Модернизовала је бренд и покренула сезонске колекције додатака. Амерички модни дизајнер Мајкл Корс именован је за дизајнера женске конфекције и креативног директора за Целине 1997. Током свог мандата у Селине-у, Корс је донео модерну женственост са луксузним духом. Године 2004. напустио је модну луксузну кућу како би своју каријеру усмерио на сопствени бренд.
Године 2005. италијански дизајнер Роберто Менићети именован је за креативног директора.
Годину дана касније, хрватска дизајнерка Ивана Омазић је водила дизајнерски студио. Омазић је био бивши консултант за бренд, а претходно је радио са Ромеом Гиглијем, Прадом и Миу Миу. Омазић је дизајнирала за Селин до 2008. године, након даљих разочарања за бренд.

## Фиби Фило: деценија као креативни директор
Дана 4. септембра 2008. Бернар Арно, председник ЛВМХ -а, именовао Фиби Фило за новог креативног директора. Филин мандат почео је у октобру 2008. и представила је своју прву конфекцијску колекцију за пролеће/лето 2010. на Недељи моде у Паризу . Пјер-Ив Русел, главни извршни директор ЛВМХ-овог модног одељења, рекао је да јој регрутовање Фила даје прилику да изрази своју визију. Године 2009, Вог је дефинисао њен стил као „кул минимални тренд“.
Фило је студирао у Лондону . Пре Селин, Фило је био на позицији директора дизајна у Клое -у.
Фило је 2010. године добио награду за дизајнера године. Године 2011. добила је награду за међународног дизајнера године од стране Савета модних дизајнера Америке. Обе награде су додељене за њен рад у Селин-у.
У децембру 2017, Фило је најавила свој одлазак након што је завршила колекцију за јесен 2018, која је представљена у марту исте године.

## Хеди Слиман
21. јануара 2018. ЛВМХ је објавио именовање Хедија Слимана за директора уметничког, креативног и имиџа, који ће се придружити кући 1. фебруара. Он ће режирати све Целине колекције, проширујући понуду бренда лансирањем мушке моде, моде и мириса. У септембру 2018. Слиман је представио ажурирани лого на Инстаграм налогу бренда. Слиман је створио своје малопродајне главне концепт продавнице у Паризу, Токију, Шангају, Лос Анђелесу, Мадриду, Милану и Лондону. Слиман је заменио традиционални стил бренда својим личним потписом „подстакнутим омладинском културом, инди роком и смрдљивом адолесценцијом“.

## Маркетинг
Дакота Џонсон је била прва позната личност која је носила Слиманеову  колекцију на црвеном тепиху у Лос Анђелесу.

## Малопродаја
Бренд поседује скоро 178 продавница широм света и дистрибуира се кроз селективну мрежу укључујући робне куће као што је Херодс у Лондону.